# Knežica
 Ovo je glavno značenje pojma Knežica. Za druga značenja pogledajte Knežica (razdvojba).
Knežica je dubrovačko naselje u Dubrovačko-neretvanskoj županiji. Nalazi se u gradskom kotaru Komolac.

## Zemljopisni položaj
Knežica se nalazi oko 8 km istočno od Dubrovnika, pod masivom stijene Golubov kamen, između naselja Šumeta i Komolca i ispod lokalne ceste koja od Komolca vodi prema Gornjem Brgatu. 

## Povijest
Tijekom Domovinskog rata Knežica je bila pod okupacijom JNA i četnika pa je mjesto opljačkano i gotovo potpuno spaljeno.

## Gospodarstvo
Mještani Knežice se u manjoj mjeri bave poljodjelstvom. Velika je većina stanovnika zaposlena u Dubrovniku. U mjestu postoje skladišta raznih trgovačkih firmi i pogoni malog obrta.

## Stanovništvo
Prema popisu stanovništva iz 2011. godine u Knežici živi 133 stanovnika, a stanovništvo uglavnom čine Hrvati katoličke vjeroispovjesti.
| broj stanovnika | 119   | 128   | 78    | 46    | 74    | 76    | 142   | 146   | 70    | 59    | 55    | 37    | 131   | 111   | 149   | 133   | 148   |
|                 | 1857. | 1869. | 1880. | 1890. | 1900. | 1910. | 1921. | 1931. | 1948. | 1953. | 1961. | 1971. | 1981. | 1991. | 2001. | 2011. | 2021. |